# Anne Gibson
Anne Gibson, baronne Gibson de Market Rasen, (née Tasker 10 décembre 1940 - 20 avril 2018) est une syndicaliste britannique, pair travailliste et auteur de plusieurs ouvrages sur les lois industrielles.

## Biographie
Fille de Harry et Jessie Tasker, elle fait ses études à la Market Rasen Junior School et à la Caistor Grammar School dans le Lincolnshire. Elle poursuit ses études au Chelmsford College of Further Education et à l'Université de l'Essex, où elle obtient un baccalauréat ès arts en administration publique en 1976.
Gibson travaille comme secrétaire de 1956 à 1959, puis comme caissier de banque jusqu'en 1966. Entre 1966 et 1970, elle est permanente du Saffron Walden Labour Party. En 1976 et 1977, elle est employée par House Magazine. De 1977 à 1987, Gibson est secrétaire adjointe du Département de l'organisation et des relations industrielles du Congrès des syndicats (TUC) et de 1987 à 2000 secrétaire nationale de la Science de la fabrication et des finances (MSF). De 1989 à 2000, elle est membre du Conseil général du TUC et de 1991 à 1998 de la Commission pour l'égalité des chances (EOC). Entre 1993 et 1996, elle est également membre du Groupe consultatif du ministère de l'Emploi pour les travailleurs âgés et entre 1996 et 2000 de la Commission de la santé et de la sécurité. Elle est membre d'AMICUS et du Emily Pankhurst Trust.
Entre 1996 et 2001, elle est présidente du Comité de la Communauté européenne sur la violence au travail. Elle est également membre de la Commission de la santé et de la sécurité au travail et du Comité de la santé et de la sécurité. Gibson est en outre membre de l'Agence de Bilbao. Elle est présidente de la Société royale pour la prévention des accidents (ROSPA) de 2004 à 2008,,.
En 1998, elle est nommée Officier de l'Ordre de l'Empire britannique (OBE) et le 9 mai 2000, elle est pair à vie avec le titre de baronne Gibson de Market Rasen, de Market Rasen dans le comté de Lincolnshire. En 2001, elle reçoit le Distinguished Service Award pour son travail en santé et sécurité de la Royal Society for the Prevention of Accidents (ROSPA).
De plus, la baronne Gibson est présidente honoraire du 2168 (Yeadon) Squadron, Air Training Corps et siège au Conseil des cadets de l'Air en tant que représentante de la Ligue aérienne.
Gibson s'est marié deux fois. En 1962, à John Donald Gibson et en 1988 à John Bartell. Elle a une fille de son premier mari et de deux petits-enfants.
Elle est décédée le 20 avril 2018 à l'âge de 77 ans.